# Houghton-le-Spring
Houghton-le-Spring è un quartiere di Sunderland della contea del Tyne and Wear, in Inghilterra.